# José Francisco Soares
José Francisco Soares (Conselheiro Lafaiete) é professor brasileiro.  É professor titular aposentado da UFMG, tendo sido presidente do Instituto Nacional de Estudos e Pesquisas Educacionais Anísio Teixeira (INEP) entre 2014 e 2016.
Graduado em Matemática pela Universidade Federal de Minas Gerais (UFMG), em 1973. Mestre e doutor em Estatística, respectivamente, pelo Instituto Nacional de Matemática Pura e Aplicada (IMPA), em 1977, e pela Universidade do Wisconsin-Madison, em 1981. Pós-doutor em Educação pela Universidade de Michigan, em 2002.

## Biografia

### Infância e Juventure
Chico Soares nasceu e passou sua adolescência em Conselheiro Lafaiete, em família de classe média e estudou no Colégio Universitário da Universidade Federal de Minas Gerais, onde manifestou interesse sobre as disciplinas vinculadas a números e cálculos. Morou em Conselheiro Lafaiete, Belo Horizonte e em Wisconsin, onde fez cursou seu doutorado e pós-doutorado.

### Carreira

#### Professor do Ensino Superior
Logo após concluir sua graduação, em 1974, Soares se tornou professor da Universidade Federal de Minas Gerais e, a medida em que se capacitava, tornava-se uma referência como professor de matemática em todo o Brasil.
A atuação acadêmica de Chico Soares está dirigida na área Avaliação de Sistemas, Instituições, Planos e Programas Didáticos, e Políticas Educacionais, com destaque em ações da valor ediferença dos resultados pedagógicos e cálculo e explicação do efeito das escolas de ensino básico brasileiras. Nestas áreas tem grande produção acadêmica e técnica.

#### Conselheiro
Chico Soares foi o primeiro presidente da Associação Brasileira de Avaliação Educacional, tendo atuado também, desde os anos 90, como conselheiro de instituições brasileiras como o IBGE, a Capes, o INEP e a FAPEMIG, chegando a atuar como Conselheiro Técnico de instituições de outros países, como o Instituto Nacional para la Evaluación de la Educación do México.

#### Ministério da Educação
Em 12 de fevereiro de 2014, assumiu a presidência do Instituto Nacional de Estudos e Pesquisas Educacionais Anísio Teixeira (INEP) na vaga deixada por Luiz Cláudio Costa que assumiu a secretaria-executiva do Ministério da Educação. Atualmente, Soares compõe o Conselho Nacional de Educação do Brasil e, embora aposentado da UFMG, continua como voluntário nas atividades de pesquisa no Grupo de Avaliação e Medidas Educacionais (Game) da Faculdade de Educação .

## Prêmios
Recebeu o "Prêmio Fundação Bunge" de avaliação educacional de 2012 na categoria "Vida e Obra".